# Horky (district de Kutná Hora)
Pour les articles homonymes, voir Horky.
Horky (en allemand : Horka) est une commune du district de Kutná Hora, dans la région de Bohême-Centrale, en Tchéquie. Sa population s'élevait à 395 habitants en 2020.

## Géographie
Horky se trouve à 7 km au nord-nord-ouest de Golčův Jeníkov, à 16 km au sud-est de Kutná Hora et à 76 km à l'est-sud-est de Prague.
La commune est limitée par Žleby au nord et à l'est, par Hostovlice à l'est, par Bratčice au sud et par Potěhy à l'ouest.

## Histoire
La première mention écrite de la localité date de 1268.